# Piolho-da-maçã
Aphis pomi (de Geer), Aphis mali (F.), Aphidula pomi e Doralis pomi são os nomes científicos que foram atribuídos à mais significativa espécie de afídios colonizadores da macieira. Podem ainda ser conhecidos pelos nomes de piolho-verde, piolho-verde-da-maçã, piolho-da-maçã, piolho-verde-da-macieira ou, simplesmente,  (com as variantes de afídio, afídeo e pulgão, em vez de "piolho". Além das macieiras, podem ainda parasitar pereiras,  espinheiros (Crataegus oxycantha), nespereiras do género Mespilus, sorva, marmeleiros, tramazeiras, roseiras e o género Spiraea, cobrindo, geralmente a página inferior das folhas da parte terminal dos ramos, que se tornam levemente encaracoladas. A sua acção é muito nociva para estas plantas, deformando-as bastante e cobrindo a parte terminal dos ramos de melada e enxúvia, com as típicas consequências, como o nascimento de fungos.
O adulto, sem asas, mede de 1,5 a 2,0 mm de comprimento, com corpo oval verde e sifúnculos negros na parte posterior do corpo, facilmente distingíveis. Os adultos, alados, têm um tórax negro, um abdómen verde com três pares de manchas negras laterais nos segmentos abdominais anteriores e uma mancha semicircular à frente e atrás de cada sifúnculo. Os ovos, quando são postos são de cor amarelo-esverdeada, tornando-se, depois, de um preto brilhante e aparecem agrupados em grande quantidade, o que não costuma acontecer entre muitas espécies de afídios. Cada fêmea ovípara pode dar origem até 60 ovos. Os ovos eclodem no início da primavera, dando origem a fundatrizes ápteras e vivíparas, que se reproduzem assexuadamente e de forma sucessiva até ao Outono (perfazendo até 15 gerações). A partir de Abril, começam a aparecer formas aladas que, aproveitando ventos moderados, se dispersam por vários quilómetros, para outras árvores. As formas ovíparas, que aparecem no Outono, caracterizam-se por fêmeas aladas (com asas) e machos ápteros (sem asas).